# Christopher Cox
Charles Christopher Cox (ur. 16 października 1952 w Saint Paul) – amerykański polityk, członek Partii Republikańskiej.

## Działalność polityczna
W okresie prezydentury Ronalda Reagana pracował w jego administracji. W okresie od 3 stycznia 1989 do 3 stycznia 1993 był przez dwie kadencje przedstawicielem 40. okręgu, następnie do 3 stycznia 2003 przez pięć kadencji przedstawicielem nowo utworzonego 47. okręgu, a następnie do rezygnacji 2 sierpnia 2005 przez jedną kadencję i 211 dni przedstawicielem 48. okręgu wyborczego w stanie Kalifornia w Izbie Reprezentantów Stanów Zjednoczonych. Od 3 sierpnia 2005 do 20 stycznia 2009 kierował United States Securities and Exchange Commission.